# Casanova d'en Garriga
La Casanova d'en Garriga és un edifici del municipi d'Aiguafreda (Osona) que forma part de l'Inventari del Patrimoni Arquitectònic de Catalunya.

## Descripció
Edifici format per diversos cossos que s'han anat afegint al llarg del temps. Hi ha un cos de dimensions més grosses, cobert amb teulada a doble vessant i una xemeneia, de planta rectangular. Hi ha també afegit un altre cos, més petit, també de planta rectangular a la part del davant, al costat de la porta. Tots menys un són de planta baixa i un pis. Els murs són de carreus fets de pedra de riu i arrebossats. L'interior està fet de nou i compartimentat per tal de fer lloc a diversos habitatges.